# Neocnemodon pubescens
Neocnemodon pubescens là một loài ruồi trong họ Ruồi giả ong (Syrphidae). Loài này được Delucchi mô tả khoa học đầu tiên năm 1955. Neocnemodon pubescens phân bố ở vùng Cổ Bắc giới (Đan Mạch)